# Nordland
Nordland je okrug u sjevernoj Norveškoj.

## Zemljopis
Nordland graniči s okruzima Nord-Trøndelag na jugu i Tromsom na sjeveru, te sa švedskim županijama Norrbottens na istoku i Västerbotten na jugoistoku. Središte okruga je grad Bodø.

## Stanovništvo
Nordland je deveti po broju stanovnika okrug u Norveškoj, prema podacima iz 2008. godine u njemu živi 235.124 stanovnika, dok je gustoća naseljenosti 7 stan./km²

## Općine
Nordland je podjeljen na 44 općine:
| 1. Alstahaug 2. Andøy 3. Ballangen 4. Beiarn 5. Bindal 6. Bø 7. Bodø 8. Brønnøy 9. Dønna 10. Evenes 11. Fauske 12. Flakstad 13. Gildeskål 14. Grane 15. Hadsel 16. Hamarøy 17. Hattfjelldal 18. Hemnes 19. Herøy 20. Leirfjord 21. Lødingen 22. Lurøy | 1. Meløy 2. Moskenes 3. Narvik 4. Nesna 5. Øksnes 6. Rana 7. Rødøy 8. Røst 9. Saltdal 10. Sømna 11. Sørfold 12. Sortland 13. Steigen 14. Tjeldsund 15. Træna 16. Tysfjord 17. Værøy 18. Vågan 19. Vefsn 20. Vega 21. Vestvågøy 22. Vevelstad |

## Vanjske poveznice
- Službena stranica Rogaland  Arhivirana inačica izvorne stranice od 18. siječnja 2022. (Wayback Machine)

### Ostali projekti
|  | Zajednički poslužitelj ima još gradiva o temi Nordland |